# Вест Харли (Њујорк)
Вест Харли (енгл. West Hurley) насељено је место без административног статуса у америчкој савезној држави Њујорк.

## Демографија
По попису из 2010. године број становника је 1.939, што је 166 (-7,9%) становника мање него 2000. године.
| Група             | 2000.         | 2010.         |
| Белци             | 1.970 (93,6%) | 1.798 (92,7%) |
| Афроамериканци    | 31 (1,5%)     | 39 (2,0%)     |
| Азијати           | 37 (1,8%)     | 35 (1,8%)     |
| Хиспаноамериканци | 44 (2,1%)     | 45 (2,3%)     |
| Укупно            | 2.105         | 1.939         |